# Metrorail Durban

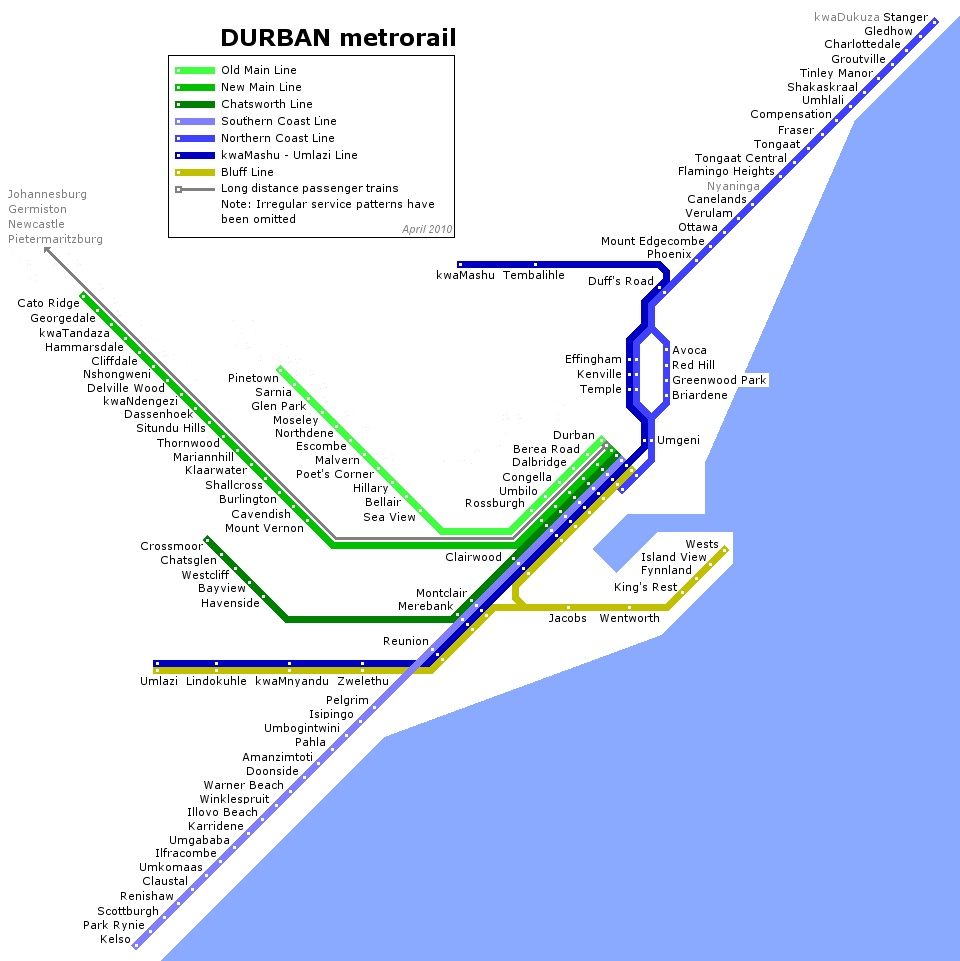
Liniennetzplan Metrorail Durban

Die Metrorail Durban (auch Metrorail KwaZulu-Natal) ist ein S-Bahn-artiges Regionalverkehrssystem, das Durban mit zahlreichen umliegenden Orten des Ballungsraumes eThekwini verbindet. Es wird von der PRASA betrieben, die noch drei weitere Metrorail-Netze in Südafrika betreibt.

## Allgemeines

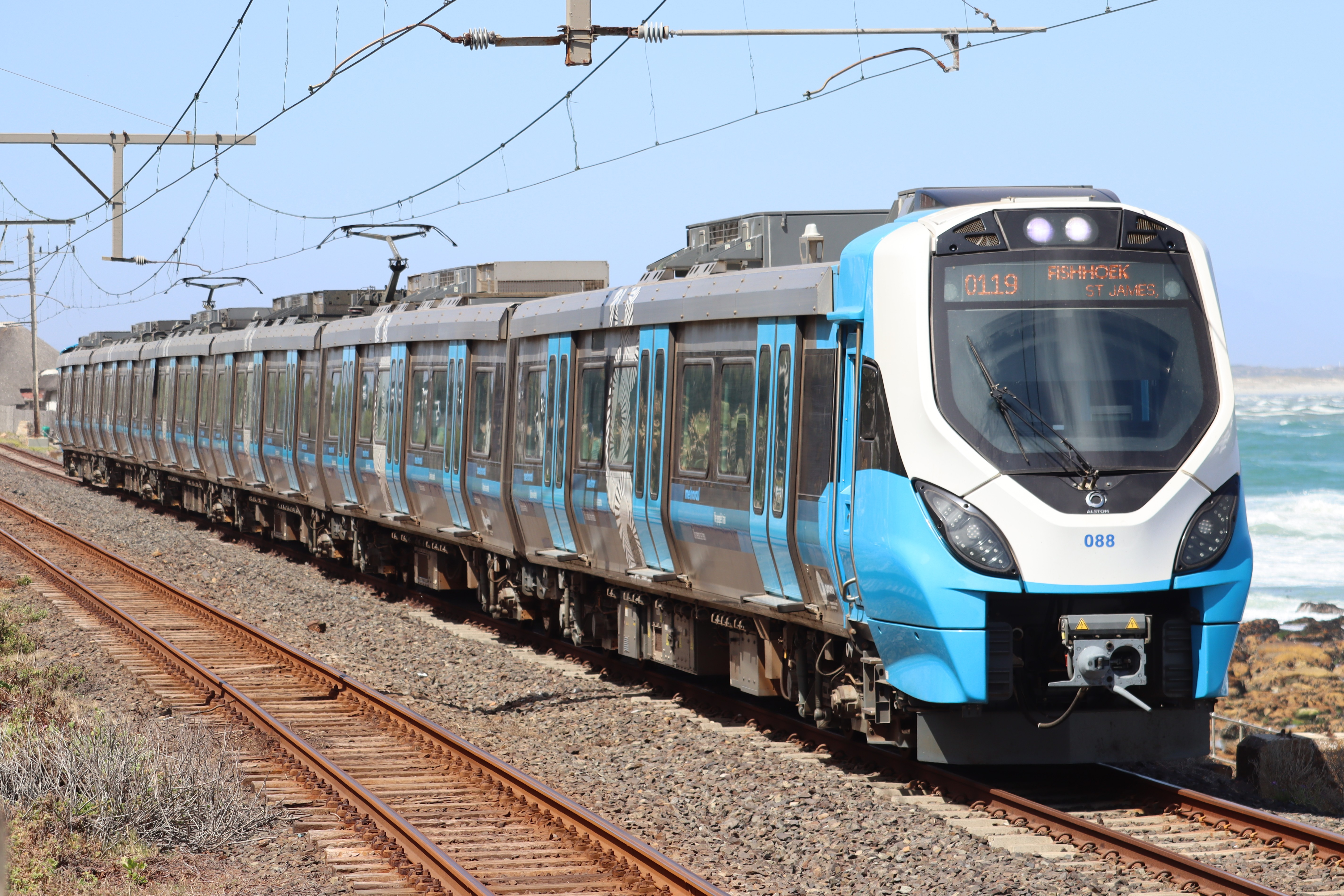
Alstom X’Trapolis Mega, seit 2020 in Betrieb

Die Strecken haben die in Südafrika übliche Kapspur. Sie sind elektrifiziert und werden mit den Fahrzeugen Class 5M2 und Class 10M befahren. Das Netz hat 99 Bahnhöfe und Haltepunkte, die von insgesamt 7 Linien befahren werden. Es hat eine Länge von etwa 255 Kilometern. Fast alle Züge befahren den zentralen Hauptbahnhof (Durban Station) und viele enden bzw. beginnen dort. Charakteristisch ist die lange Ausdehnung der beiden Küstenlinien in nördlicher und südlicher Richtung. Insgesamt verlaufen etwa 142 Kilometer des Metrorail-Netzes an der Küste des Indischen Ozeans.
Die Geschichte des Personennahverkehrs (passenger commuter rail services) auf dem Gebiet des heutigen Südafrikas begann am 26. Juni 1860 in Durban, als eine 3,2 Kilometer lange Linie zwischen dem Market Square und dem Customs Point eröffnet wurde. Nach Überlieferungen ihres ersten Stationsvorstehers, George Russell, konnte die Linie am ersten Tag mehr als 800 Personen befördern.

## Die Linien
Durch die Überlagerung zahlreicher Linien auf der Stammstrecke ab Durban Station in südliche Richtung, entsteht dort eine relativ hohe Zugdichte.
Die Stationen auf der Stammstrecke von Nord nach Süd sind:
Durban Station – Berea Road – Dalbridge – Congella – Umbilo – Rossburgh (Abzweig der Old Main Line, New Main Line und weiter in südliche Richtung).

### Old Main Line
Die Old Main Line („Alte Hauptlinie“) verbindet den Hauptbahnhof über die Stammstrecke mit dem westlichen Vorort Pinetown. Die Stationen in stadtauswärtige Richtung sind:
Stationen der Stammstrecke:
Sea View – Bellair – Hillary – Poet’s Corner – Malvern – Escombe – Northdene – Moseley – Glen Park – Sarnia – Pinetown.

### New Main Line
Diese Linie („Neue Hauptlinie“) befährt die einzige Fernverkehrsstrecke im Raum Durban, die über Germiston in Richtung Johannesburg führt. Sie endet in Cato Ridge, einem bedeutenden südafrikanischen Schwerindustriestandort, etwa in der Mitte zwischen Durban und Pietermaritzburg. Die Stationen in stadtauswärtige Richtung sind:
Stationen der Stammstrecke:
Mount Vernon – Cavendish – Burlington – Shallcross – Klaarwater – Mariannhill – Thornwood – Situndu Hills – Dassenhoek – KwaNdengezi – Delville Wood – Nshongweni – Cliffdale – Hammarsdale – KwaTandaza – Georgedale – Cato Ridge.

### Chatsworth Line
Diese Linie verbindet die westlich gelegene Stadt Chatsworth mit Durban Station. Die Stationen in stadtauswärtige Richtung sind:
Stationen der Stammstrecke:
Clairwood – Montclair – Merebank – Havenside – Bayview – Westcliff – Chatsglenn – Crossmoor.

### Southern Coast Line
Die südliche Küstenlinie verbindet Durban Station über die Stammstrecke und zahlreiche Küstenorte (u. a. Amanzimtoti) schließlich mit Kelso, nahe Pennigton, etwa 70 Kilometer vom Stadtzentrum von Durban entfernt. Die Stationen in stadtauswärtige Richtung sind:
Stationen der Stammstrecke:
Clairwood – Montclair – Merebank – Reunion – Pelgrim – .Isipingo – Umbogintwini – Pahla – Amanzimtoti – Doonside – Warner Beach – Winklespruit – Illovo Beach – Karridene – Umgababa – Ilfracombe – Umkomaas – Claustal – Renishaw – Scottburgh – Park Rynie – Kelso.

### Northern Coast Line
Die nördliche Küstenlinie verbindet Durban Station über zahlreiche Küstenorte (u. a. Phoenix, Verulam und Tongaat) schließlich mit KwaDukuza, etwa 70 km vom Stadtzentrum von Durban entfernt. Die Stationen in stadtauswärtige Richtung sind:
Berea Road (Stammstrecke) – Durban Station (Stammstrecke) – Umgeni – Briardene – Greenwood Park – Red Hill – Avoca – Duff’s Road – Phoenix – Mount Edgecombe – Ottawa – Verulam – Nyaninga – Flamingo Heights – Tongaat Central – Tongaat – Fraser – Compensation – Umhlali – Shakaskraal – Tinley Manor – Groutville – Charlottedale – Gledhow – KwaDukuza.
Zwischen den Stationen Umgeni und Duff’s Road fahren wenige Züge auch über eine andere Strecke mit den Stationen Temple, Kenville und Effingham, die im Regelbetrieb von der KwaMashu – Umlazi Line bedient werden.

### KwaMashu – Umlazi Line
Diese Linie ist die einzige, die über die Stammstrecke zwei Vororte (KwaMashu nördlich und Umlazi südwestlich von Durban) verbindet. Einige wenige Züge enden bzw. beginnen allerdings auch am Hauptbahnhof. Die Stationen von Nord nach Süd sind:
KwaMashu – Tembalihle – Duff’s Road – Effingham – Kenville – Temple – Umgeni – Durban Station – Berea Road – Dalbridge – Congella – Umbilo – Rossburgh – Clairwood – Montclair – Merebank – Reunion – Zwelethu – KwaMnyandu – Lindokuhle – Umlazi.

### Bluff Line
Diese Linie verbindet überwiegend im Berufsverkehr den Hafen Durban mit dem bevölkerungsreichen Umlazi und Durban Station. Ab Jacobs zweigt die Linie in zwei verschiedene Richtungen ab und befährt Strecken, die auch von anderen Linien bedient werden. Die Stationen vom Hafen kommend sind:
Wests – Island View – Fynnland – King’s Rest – Wentworth – Jacobs (Abzweig in zwei Richtungen)
- Clairwood – Rossburgh – Umbilo – Congella – Dalbridge – Berea Road – Durban Station
- Montclair – Merebank – Reunion – Zwelethu – KwaMnyandu – Lindokuhle – Umlazi.